# 新幹線十年史
『新幹線十年史』（しんかんせんじゅうねんし）とは、新幹線開業10周年記念行事の一環として、国鉄が編纂発行した公式記録図書。開業から10年間の通史、およびテーマ別に保守と開発、管理運営についての記録を掲載している。

## 概要
東海道新幹線開業は1964年10月1日である。この開業から10周年にあたる1974年を翌年に控えた1973年10月、国鉄は記念事業の実施を検討。この時、原田種達総局長・山本英夫総務部長が推したのが10年史の編纂であった。1973年年末から専門委員の関山栄次と吉村正巳が編纂に取り掛かり、1974年4月には十年史の構成をテーマ別とすることに決まる。本社修史課から転勤してきた文書課の松本剛も専門委員に加わった。
当初は開業10周年での刊行を目指したが、運転事故や山陽新幹線博多開業への準備が重なって執筆作業が滞り、10周年の1974年10月には間に合わず、最終的には開業11周年にあたる博多開業後の1975年12月10日の発行となった。
十年史では、1964年開業以来の10年間にあった、初期故障と速度向上、新幹線三島駅設置、山陽新幹線の岡山開業、万国博覧会時の輸送対策、設備・施設の近代化などについて詳述されている。また、開業前には十分予測できなかった雪害や公害への対策等についても、章を割いて触れている。

## 書誌情報
- 書名：『新幹線十年史』
- 発行：昭和50年12月10日
- 翻刻：昭和51年9月10日
- 編集：日本国有鉄道新幹線総局
- 翻刻発売所：財団法人　交通文化振興財団
- 印刷所：大日本印刷株式会社
- 27cm、797ページ

まえがき 新幹線総局長 石澤應彦
口絵 新幹線10年の歩み（写真）
第1編 通史
第1章 東海道新幹線の誕生まで
第2章 東海道新幹線支社発足から開業10周年まで
第2編 管理運営
第1章 組織
第2章 経営計画
第3章 職員
第4章 労働
第5章 厚生福祉
第6章 経理資材
第7章 監察業務
第3編 輸送力増強
第1章 概説
第2章 営業開始
第3章 速度向上（3時間10分運転）
第4章 三島電留線新設
第5章 新幹線三島駅開業
第6章 万国博輸送
第7章 山陽新幹線と岡山開業
第4編 保安対策
第1章 概説
第2章 初期（昭和39年度から41年度）
第3章 中期（昭和42年度から45年度）
第4章 後期（昭和46年度から49年度）
第5章 夜間の保安体制
第6章 異常時の即応体制
第7章 設備および車両の更新
第8章 山陽新幹線の保安設備
第5編 防災対策
第1章 概説
第2章 雪害対策
第3章 地震対策
第4章 風雨害対策
第5章 その他の災害対策
第6編 近代化
第1章 概説
第2章 車両検修の近代化
第3章 線路保守の近代化
第4章 電気保守の近代化
第5章 CTCとコムトラック
第6章 情報管理の近代化（新幹線総局関係）
第7章 情報管理の近代化（浜松工場関係）
第7編 開発技術の導入
第1章 概説
第2章 運転・車両
第3章 施設
第4章 電気
第8編 環境保全
第1章 概説
第2章 公害問題の経緯
第3章 騒音防止対策
付録
1 新幹線10年史年表
2 新幹線10年の推移表
あとがき（新幹線10年史編さん会議：主査 菱谷昭勇）
編さん後記（新幹線10年史編さん会議：専門委員 関山栄次、吉村正巳、松本剛）